# Tahereh Mafi
Tahereh Mafi (Connecticut, 1988) is een Iraans-Amerikaans schrijfster van sciencefiction- en fantasyboeken.

## Biografie
Tahereh Mafi werd in 1988 geboren in een klein dorp in Connecticut als jongste van vijf kinderen en heeft vier oudere broers. Haar ouders zijn Iraanse immigranten. Op twaalfjarige leeftijd verhuisde de familie naar Noord-Californië en twee jaar later naar Orange County. Mafi studeerde eerst af aan de University High School in Irvine (Californië) en later aan de Soka University of America in Aliso Viejo (Californië). Ze heeft een grote talenkennis en beheerst in verschillende mate acht verschillende talen. Ze studeerde een semester in Barcelona, waarbij ze zich op de Spaanse literatuur toelegde.
Haar debuutroman Shatter Me, werd gepubliceerd op 15 november 2011. In haar Touching Juliette-serie, sciencefictionromans in een dystopische toekomst, volgden nog vier boeken. In augustus 2016 schreef Mafi haar eerste fantasyboek Furthermore.
Mafi woont in Santa Monica (Californië) en is sinds 2013 gehuwd met de Amerikaanse schrijver Ransom Riggs. Ze hebben samen een dochter.